# Amanda Lear
Amanda Lear je francouzská zpěvačka, malířka, modelka, spisovatelka a herečka. Svou kariéru zahájila v polovině šedesátých let jako modelka. Později byla múzou španělskému výtvarníkovi Salvadoru Dalímu. V roce 1973 byla její fotografie použita na obalu alba For Your Pleasure anglické skupiny Roxy Music. Své první album nazvané I Am a Photograph vydala v roce 1977. Později vydala řadu dalších alb. Roku 2014 vydala album My Happiness, které je poctou Elvisi Presleymu. V roce 1984 vydala knihu My Life with Dalí, v níž vypráví o svém vztahu s Dalím. O tři roky později vydala román L'Immortelle.
Její image je založena na řadě mystifikací, jisté není datum jejího narození (uvádí se různé údaje od roku 1939 po rok 1950), národnost (plynně hovoří pěti jazyky) ani rodiště (Saigon, Hongkong i jiná místa). April Ashley ve své autobiografii uvádí, že Amanda Lear se narodila jako muž jménem Alain Tapp a v roce 1963 prodělala operativní změnu pohlaví. 
Na přelomu sedmdesátých a osmdesátých let byla hvězdou evropské disco hudby, provokovala hlubokým hlasem i sexuální otevřeností, album Sweet Revenge se stalo zlatou deskou. Koncertovala také v Československu, na Bratislavské lyře 1982.
Hrála ve francouzských filmech Bimboland (1998) a Lovci draků (2008) i v divadle Théâtre de la Porte Saint-Martin, uspořádala také několik výstav svých obrazů. V roce 2006 jí byl udělen Řád umění a literatury.

## Diskografie
- 1977: I Am a Photograph
- 1978: Sweet Revenge
- 1979: Never Trust a Pretty Face
- 1980: Diamonds for Breakfast
- 1981: Incognito
- 1982: Ieri, oggi
- 1983: Tam-Tam
- 1985: A L
- 1987: Secret Passion
- 1989: Uomini più uomini
- 1990: Tant qu'il y aura des hommes
- 1993: Cadavrexquis
- 1995: Alter Ego
- 1998: Back in Your Arms
- 2001: Heart
- 2003: Tendance
- 2005: Forever Glam!
- 2005: Sings Evergreens
- 2006: The Sphinx – Das Beste aus den Jahren 1976–1983
- 2006: With Love
- 2009: Brief Encounters
- 2009: Brand New Love Affair
- 2012: I Don't Like Disco
- 2014: My Happiness
- 2016: Let Me Entertain You